# 封魔少年焰&陣
《封魔少年焰&陣》是日本漫畫家杉崎由綺琉創作的日本漫畫作品。於2002年在月刊Asuka上連載。已發行7冊單行本。

## 劇情簡介
家族代代以除魔為業的兄弟「等軍焰」與「等軍陣」，必須打倒名為「凶」的惡靈與幽靈，在父親的指令下，小焰與小陣開始了除魔的修行。

## 登場人物
等軍焰
等軍家的長男，小學6年級。持有的凶「古雅」，屬於「譯」屬性，是責任感很強的優等生。與凶對戰中負責設立結界和分析對手。由於小時候父親的訓練，從此對溼溼黏黏的東西沒轍。
等軍陣
等軍家的次男，小學5年級。持有的凶「宙」，屬於「攻擊」屬性，個性十分衝動還有一點點任性，喜歡撒嬌。與凶對戰中負責攻擊。
峰水綾人
暫住在等軍家，是小焰與小陣的表親，小學6年級。
等軍秀明
小焰與小陣的父親，為等軍家的現任當主。溫柔的守護著兩個孩子。
等軍紅音
小焰與小陣的母親，是為暢銷小說家。
永作慎太郎
小說家紅音的責任編輯，有女裝癖。
森林惠禮
小焰與小陣的青梅竹馬，小學5年級。個性活潑不服輸。
御上卓
等軍家的旁系之一,學齡不詳。持有的凶「護狼」，討厭他人稱他「旁系」。屬於「守」屬性。
御上奏
御上卓的親妹妹。
鳥羽狂
等軍家的旁系之一,九歲。持有的凶「叉儀」，屬於「攻擊」屬性。
鳥羽杏
等軍家的旁系之一,十四歲。持有的凶「歌良洲」，屬於「譯」屬性。
鳥羽馨
等軍家的旁系之一,十六歲。持有的凶「夜目」，屬於「守」屬性。
新野罪
假面傀儡師，高神學園五年級。
馬樂醫生
凶的醫師，臣的顧問。屬於「淨」屬性。
霧島未來
小焰的同班同學，因為兩年前感染重病，一直住在醫院。擁有先天的樂師資質，持有的凶「湯姆」〈應該吧〉
湯姆
未來的愛犬，由於交通事故死亡。成為迷惑魂之後持續找尋未來，由於常成為凶的飼料，而被龍浪之神守護，在焰和陣引導下，總算找到未來。之後，一直在未來身邊，但是，最近開始凶化了。
宇月田救
樂師，闇屋的領路人。是宇月田帷的弟弟。把針作為武器。嫌麻煩幾乎不說明任何事物。
命矢
樂師的守護獸，平時是人，但本性是貓妖，有兩岔的尾巴。常對救唱反調，中意爭吵快的陣。喜歡代志乃，但是每次都被她攻擊。本來是和「密矢」的白貓成對存在，之後跟密矢與救的姐姐「帷」一同失蹤。
代志乃
命矢所愛的人。也是隻貓妖。

## 出版書籍
Lagoon Engine
- 單行本

| 卷數 | 角川書店       | 角川書店               | 台灣角川       | 台灣角川               |
| 卷數 | 發售日期       | ISBN                   | 發售日期       | ISBN                   |
| ---- | -------------- | ---------------------- | -------------- | ---------------------- |
| 1    | 2002年12月17日 | ISBN 978-4-04-924927-9 | 2003年4月24日  | ISBN 986-799-388-8     |
| 2    | 2003年8月11日  | ISBN 978-4-04-924951-4 | 2003年11月22日 | ISBN 986-766-444-2     |
| 3    | 2004年7月17日  | ISBN 978-4-04-924978-1 | 2004年12月28日 | ISBN 986-742-782-3     |
| 4    | 2006年1月17日  | ISBN 978-4-04-925020-6 | 2007年3月13日  | ISBN 986-174-143-7     |
| 5    | 2006年6月17日  | ISBN 978-4-04-925027-5 | 2007年5月30日  | ISBN 978-986-174-277-9 |
| 6    | 2007年7月17日  | ISBN 978-4-04-925046-6 | 2008年9月30日  | ISBN 978-986-174-809-2 |
| 7    | 2007年11月17日 | ISBN 978-4-04-925054-1 | 2009年3月13日  | ISBN 978-986-237-022-3 |

- 愛藏版

| 卷數 | 角川書店      | 角川書店               |
| 卷數 | 發售日期      | ISBN                   |
| ---- | ------------- | ---------------------- |
| 1    | 2013年3月22日 | ISBN 978-4-04-120714-7 |
| 2    | 2013年3月22日 | ISBN 978-4-04-120715-4 |
| 3    | 2013年4月24日 | ISBN 978-4-04-120716-1 |
| 4    | 2013年5月23日 | ISBN 978-4-04-120717-8 |

Lagoon Engine Einsatz
於Newtype雜誌連載，目前連載中斷，僅發行單行本1卷。
- 附贈CD特裝版：2006年3月22日發售、ISBN 978-4-04-853930-2

1. 2006年6月21日發售、ISBN 978-4-04-853929-6

## 廣播劇CD
於單行本第1卷的初回版Collector's set中附贈，收錄內容為《封魔少年焰&陣》廣播劇CD的前篇、後篇。之後，這兩部廣播劇CD另外於2003年獨立發行。

### 製作人員
- 原作、主導：杉崎由綺琉
- 脚本：吉永亞矢
- 演出：柏倉努
- 音樂：片倉三起也
- 音樂工作師：瀧田二朗
- 製作人：佐佐木史朗
- 原創角色：広田みかん、広田あんず

### 主題曲
歌：田村翔、作詞：井手コウジ、作曲：飯田健彦、編曲：石塚知生

### 發行商品
| 名稱 | 發售日期      | 產品標號   | 來源  |
| ---- | ------------- | ---------- | ----- |
|      | 2003年3月21日 | VICL-61086 | [ 4 ] |
|      | 2003年4月23日 | VICL-61087 | [ 5 ] |

## 外部連結
- +Areca catechu+Yukiru Sugisaki+（日語）